# St. Cosmas und Damian (Titz)

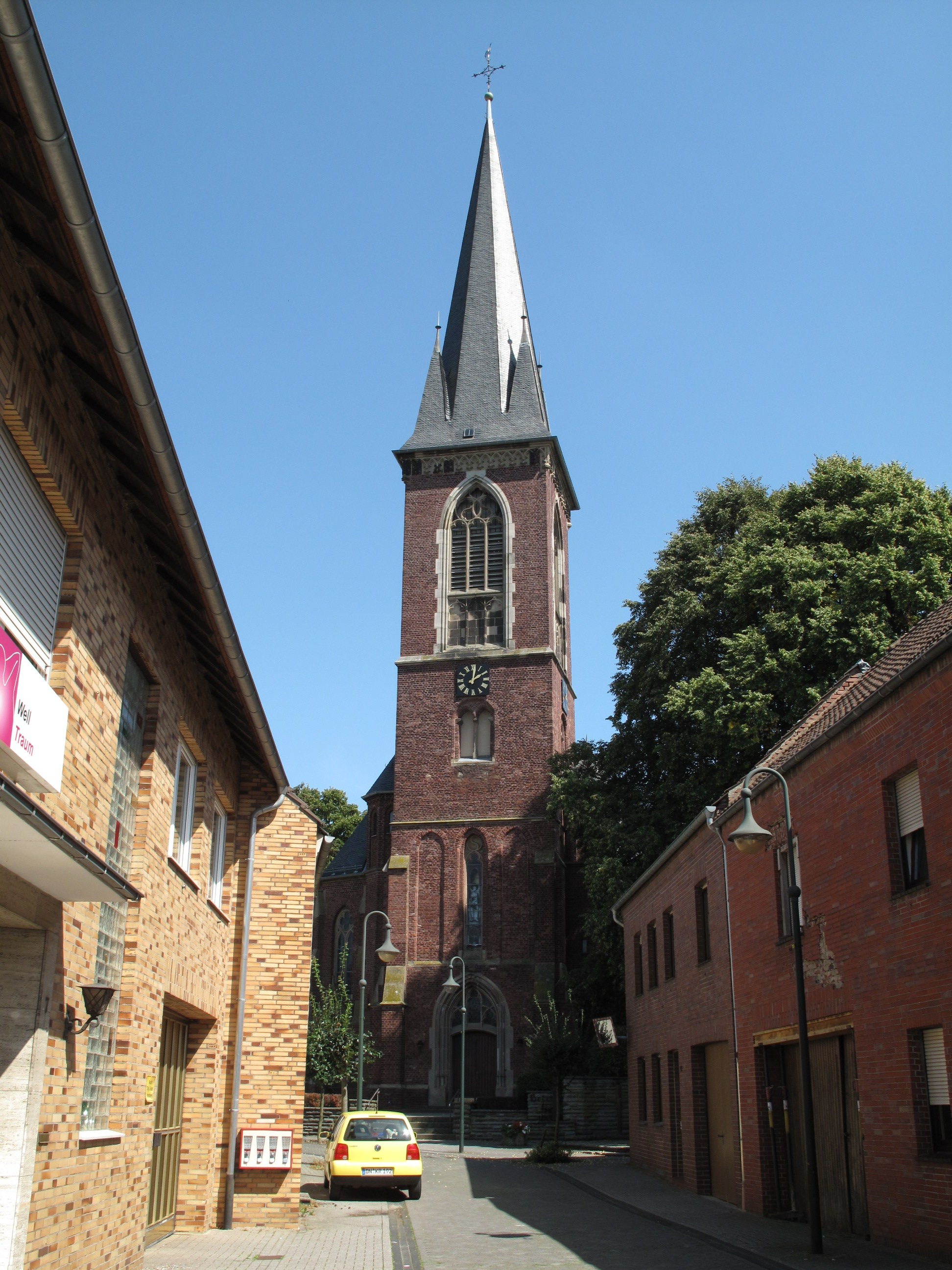
St. Cosmas und Damian in Titz

St. Cosmas und Damian ist eine römisch-katholische Pfarrkirche in Titz im Kreis Düren in Nordrhein-Westfalen. Sie wurde zwischen 1889 und 1893 nach Plänen von Erasmus Schüller und Hans Hubert Dreher erbaut.
Die Kirche ist unter Nummer 30 in die Denkmalliste der Gemeinde Titz eingetragen. Zur Pfarre zählen auch Gut Betgenhausen und die Düppelsmühle.

## Geschichte
Titz gehörte ursprünglich zur Pfarre St. Gereon Spiel und der Zehnt musste an das Gereonstift in Köln abgeführt werden. Das Stift verlor zwischenzeitlich die Rechte am Zehnt, erwarb sie aber 1166 durch den Kölner Erzbischof zurück. Seit wann in Titz eine Kirche bestanden hat, ist nicht bekannt. Jedoch ist für 1365 ein Seelsorger namens Sibertus belegt, sodass es vermutlich auch bereits eine Kirche in Titz gab. Wann genau Titz von der Pfarre Spiel abgetrennt und eigenständig wurde, ist nicht bekannt. 1804 zumindest war Titz bereits eigenständige Pfarrei.
Im 15. Jahrhundert wurde eine neue Kirche erbaut, die Ende des 19. Jahrhunderts den Ansprüchen der Gemeinde nicht mehr genügte und 1889 bis auf den Turm abgerissen wurde. Bereits ein Jahr zuvor hatte der damalige Pastor Joseph Barth Erzbischof Philipp Krementz um die Genehmigung eines Neubaus gebeten. Der Planung des Neubaus nahm sich der Kölner Architekt Erasmus Schüller an. Die feierliche Grundsteinlegung fand am 20. Mai 1889 statt, die Bauleitung übernahm nicht Schüller selbst, sondern Architekt Wilhelm Langer. Erasmus Schüller erlebte die Vollendung seiner Kirche nicht mehr, er starb unerwartet im Januar 1890. Danach hat der Kölner Architekt Hans Hubert Dreher die Detailplanungen übernommen, so sind die Chöre der Seitenschiffe nach seinen Entwürfen entstanden. Nachdem die neue Pfarrkirche vollendet war, fand am 21. September 1893 die feierliche Kirchweihe statt. 1903 wurde der noch von der alten Kirche stammende Glockenturm um ein Geschoss erhöht, wahrscheinlich nach Plänen des Architekten Dreher.

## Baubeschreibung
St. Cosmas und Damian ist eine dreischiffige und vierjochige Hallenkirche aus Backsteinen im Stil der Neugotik. Der Chor ist dreiseitig geschlossen, links und rechts schließen sich Sakristeianbauten an. Im Westen steht der dreigeschossige und eingezogene Glockenturm. Die Seitenschiffe schließen im Osten und Westen mit einem 4/8-Chorschluss.

## Ausstattung
In der Kirche befinden sich eine neugotische Ausstattung mit zwei Seitenaltären, Beichtstühlen und Bänken, die nach Plänen von Hans Hubert Dreher in den 1890er Jahren angefertigt wurden. Der Hochaltar wurde aus der alten Kirche übernommen. Es handelt sich dabei um einen Flandrischen Schnitzaltar, der um 1520 entstanden ist und 1890 und 1858 restauriert wurde. Die kleine Orgel mit 7 Registern stammt aus der Kirche St. Lambertus in Kalkum und wurde 1935 nach Titz gebracht. Die Fenster der Kirche schuf der Künstler Paul Weigmann in den 1970er und 1980er Jahren. Das Tabernakel stammt aus der Aachener Werkstatt Schwerdt&Förster.

## Glocken
Im Glockenturm befindet sich ein vierstimmiges Bronze-Geläut. Die älteste Glocke wurde 1578 gegossen. Es handelt sich dabei um eine Leihglocke aus der Kirche von Neuwaldau, Landkreis Freystadt i. Niederschles. (heute zu Polen).
| Nr. | Name | Gussjahr | Gießer                                               | Durchmesser (mm) | Gewicht (kg, ca.) | Schlagton (HT-1/16) | Inschrift |
| --- | ---- | -------- | ---------------------------------------------------- | ---------------- | ----------------- | ------------------- | --------- |
| 1   | –    | 1958     | Karl Otto, Glockengießerei F. Otto, Hemelingen       | 1352             | 1500              | d′ +7               | –         |
| 2   | –    | 1958     | Karl Otto, Glockengießerei F. Otto, Hemelingen       | 1135             | 900               | f′ +6               | –         |
| 3   | –    | 1578     | Unbekannt                                            | 1025             | 670               | g′ +7               | –         |
| 4   | –    | 1924     | Ernst Karl Otto, Glockengießerei F. Otto, Hemelingen | 900              | 400               | a′ +5               | –         |

## Pfarrer
Folgende Priester wirkten bislang als Pastor an St. Cosmas und Damian:
| von – bis | Name                                |
| --------- | ----------------------------------- |
| 1917–1946 | Robert Paas                         |
| 1946–1964 | Johannes Baumsteiger                |
| 1964–1971 | Maximilian Goffart                  |
| 1971–1982 | Josef Heyers                        |
| 1983–1992 | Nikolaus Cremer                     |
| 1992–?    | Raphaël Claes                       |
| ?–2020    | Wolf-Dieter Telorac                 |
| Seit 2020 | Norbert Glasmacher (Pfarrverwalter) |